# Državni arhiv u Rijeci
Državni arhiv u Rijeci u svojim spremištima čuva pisano povijesno gradivo Kvarnerskoga kraja, Gorskoga kotara i dijela Istre, krajeve koji su imali burnu i bogatu prošlost koja je ostavila obilje pisanih tragova.

## Povijest, ustrojstvo, djelatnost
Tradicija čuvanja svekolike pismohrane u javnim uredima u Rijeci neprekinuto traje još od 15. stoljeća. Ali sustavna djelatnost prikupljanja, čuvanja i obrade povijesnog arhivskog gradiva pokrenuta je tek utemeljenjem potpuno samostalne arhivske ustanove, Kraljevskog državnog arhiva u Rijeci (R. Archivio di Stato in Fiume) 1. rujna 1926. godine. Kraljevskim dekretom od 6. prosinca 1928. godine potvrđena je opstojnost riječkog arhiva ali kao odsjeka Kraljevskog državnog arhiva u Trstu. Takav status arhiva i takav njegov naziv (R. Archivio di Stato - Sezione di Fiume) ostat će sve do 1945. godine, do kraja talijanske vlasti u Rijeci. U jugoslavenskoj državi Rijeka je priključena NR Hrvatskoj te je tako prekinuta njena neprirodna odvojenost od hrvatskog okolja i zaleđa. Arhiv od 1945. do 1947. godine posluje kao posve samostalna ustanova pod nazivom Državni arhiv Rijeka. 
U veljači 1948. godine postaje sastavnim dijelom zagrebačkog državnog arhiva kao ispostava Državnog arhiva u Zagrebu. No, već koncem 1949. godine vraća mu se prethodni naslov i status posve samostalne ustanove. Od 1959. godine mijenja naslov u Historijski arhiv Rijeka te pod njim djeluje do 1993. godine. Tada, u samostalnoj hrvatskoj državi, dobiva naziv Povijesni arhiv Rijeka, pod kojim djeluje do 1997. godine. Te godine mijenja naziv u Državni arhiv u Rijeci. Državni arhiv u Rijeci u sedamdeset je godina svoje opstojnosti dijelio sudbinu grada u kojem je utemeljen. Njegovi dosezi bili su omeđeni datošću tvarnih okolnosti a navlastito upravnim i političkim okvirima u kojima je djelovao. Sukladno mijenama potonjih mijenjalo se i područje djelovanja ustanove.
Od utemeljenja do 1945. godine Arhiv djeluje na području Kvarnerske pokrajine koja je uz Rijeku i liburnijski dio Istre obuhvaćala i znatan dio slovenskog Krasa. Tijekom Drugog svjetskog rata djelokrug Arhiva proširio se i na jugozapadna hrvatska područja koja je 1941. godine anektirala Italija. U razdoblju nakon 1945. godine područje djelovanja Državnog arhiva Rijeka proteglo se na čitavu hrvatsku Istru, te otoke Cres, Lošinj i Krk. Kada je 1958. godine osnovan arhiv u Pazinu, riječkom arhivu ostaju kompetencije jedino nad istočnim, liburnijskim dijelom Istre. Gubitak nadležnosti u tim krajevima nadomješta se proširenjem područja djelatnosti riječkog arhiva u Primorju i Gorskom kotaru. Tada je zaokružen područni djelokrug Državnog arhiva u Rijeci koji i danas obuhvaća cjelokupan prostor suvremene Primorsko - goranske županije, a izvan nje još i područje grada Senja u Ličko - senjskoj županiji. Česte mijene državnih vlasti na prostoru nadležnosti riječkog arhiva rezultirale su utrnućem niza upravnih, sudbenih i vojnih oblasti, školskih ustanova i gospodarskih organizacija koje su za sobom ostavljale vrlo opsežno arhivsko gradivo. Zato je značajka ove ustanove brzo povećanje količine gradiva i množine arhivskih fondova, tako da je od utemeljenja ustanove broj dužnih metara gradiva udesetostručen.
Danas je pod njenim nadzorom preko 20 000 dužnih metara povijesnog gradiva, a u samom Arhivu čuva se preko 7000 dužnih metara gradiva u 1016 arhivskih fondova i zbirka. Najstariji dokument pohranjen u Državnom arhivu u Rijeci potječe iz 1201. godine. Osobitu vrijednost među starijim gradivom predstavljaju zbirke:
- Povelje i listine (od 1201. godine),
- Zbirka matičnih knjiga (od 1560. godine)
- Statuti općina (od 1423. godine.).

Gradivo starijeg razdoblja pisano je pretežito latinskim, talijanskim, a ponešto i hrvatskim jezikom.  
U drugoj polovici 19. stoljeća prevladava njemački, mađarski i hrvatski jezik, dok je gradivo iz vremena talijanske uprave (1918. – 1943.) pretežito pisano talijanskim jezikom. Kao pismo prevladava latinica ali su dokumenti starijih razdoblja pisani i raznim inačicama gotice i humanistike. Posebno značenje imaju dokumenti ispisani hrvatskim pismom glagoljicom. Sve veće potrebe arhivske službe u Rijeci utjecale su i na postupno povećanje broja zaposlenih u ustanovi. Od samo trojice u vrijeme njena utemeljenja do današnja dvadeset i tri djelatnika, među kojima je deset stručnih arhivista s visokom izobrazbom. 

### Ustrojstvo
Njihov je rad organiziran po ustrojbenim odjelima:  
- Odjel za arhivsko gradivo - voditelj Boris Zakošek, dipl.soc.
- Odjel za vanjsku arhivsku službu - voditelj Zoran Stanković, dipl.iur.
- Odjel knjižnice i čitaonice - voditelj Mladen Urem, prof.
- Odjel za restauraciju i konzervaciju - voditeljica Iva Gobić Vitolović, prof.

Po broju stručnih djelatnika i količini arhivskog gradiva Državni arhiv u Rijeci je među prvima u mreži arhivskih ustanova Ministarstva kulture Republike Hrvatske.
Od utemeljenja 1926. godine Državni arhiv u Rijeci je smješten u istoj zgradi - bivšoj rezidenciji nadvojvode Josipa, rođaka austrijskog cara i hrvatskog kralja Franje Josipa I. Zbog razmirica s Carem, nadvojvoda Josip se morao nastaniti u ugarskom dijelu Monarhije te je tako našao odredište u Rijeci. Ovdje je kupio negdanju ladanjsku vilu riječkog patricija Mihovila Androche s kraja 17. stoljeća te je dao proširiti i dograditi prema nacrtima riječkog arhitekta Rafaela Culottia. Rekonstrukcija rezidencije dogotovljena je 1895., a Rijeka je njome dobila jednu od najskladnijih palača s prijelaza stoljeća, izgrađenu u elegantnom historicizmu. Okoliš zgrade bio je uređen kao engleski park oplemenjen mnoštvom egzotičnih biljaka i pretvoren u jedan od najljepših botaničkih vrtova ovoga dijela Europe.
Državni arhiv u Rijeci danas u ovoj zgradi ima čitaonicu s 20 mjesta, malu predavaonicu s 40 mjesta te reprezentativnu izložbenu dvoranu u salonu palače.
Od 2000. godine uz matičnu zgradu Državni arhiv dobio je na korištenje dvije zgrade u Vodovodnoj ulici, br. 2 i 5. Zgrada u Vodovodnoj 5 građena je između 1883. i 1941. za namjenu tvornice kože, potom lijevaonice i tvornice strojeva Matteo Skull, a zgrada Vodovodna 2 od 1941. do 1942. godine za "dopolavoro" - radnički društveni dom istoimene lijevaonice. Projekt ovih zgrada u međuratnom razdoblju radio je riječki arhitekt Nereo Bacci. U poslijeratnom razdoblju u ovim je zgradama bila tvornica "Rade Končar", a sada su u vlasništvu Grada Rijeke. Ove zgrade prvi su primjer adaptacije industrijske arhitekture za kulturnu namjenu u Rijeci.

## Vanjske poveznice
- Državni arhiv u Rijeci

|  | Zajednički poslužitelj ima još gradiva o temi Državni arhiv u Rijeci |